# 洞河镇
洞河镇，是中华人民共和国陕西省安康市紫阳县下辖的一个乡镇级行政单位。

## 行政区划
洞河镇下辖以下地区：
洞河街道社区、红岩村、小红光村、十家村、中沙村、联丰村、楸园村、田榜村、云峰村、前河村、香炉村、菜园村、马家庄村和洞河村。